# Красуня Дурреса
Красуня Дурреса (алб. Bukuroshja e Durrësit) – назва поліхромної мозаїки, вперше виявленої в Дурресі у 1916 році, що датується IV століттям до н.е. та є важливою пам’яткою культурної спадщини Албанії.

## Опис
Мозаїка має еліптичну форму (діаметрами 5, 1 м. х 3 м.) та площу у 9 кв. м. Складається із тисяч дрібних природних камінців, відсортованих за кольором та розміром і викладених на глиняну поверхню. 
Головною фігурою є жіноча голова в оточенні квітів. Назва мозаїки «Красуня Дурреса» є метафорою на честь жінок стародавнього міста.

## Історія
Мозаїка була випадково виявлена австрійськими військовими у 1916 році в ході фортифікаційних робіт. 
Археолог Камілло Прашніхер, який на той час знаходився в Албанії у науковій експедиції, вперше опублікував її фотографію у своїй археологічній книзі та охарактеризував мозаїку як шедевр образотворчого мистецтва.
Після цього про знахідку було забуто.
Мозаїка була вдруге відкрита та стала доступною світу у 1959 році завдяки албанському археологу Ванжелу Точі.
У 1982  році вона була перевезена з Дурреса до Тирани, де експонується у Національному історичному музеї.